# Liste der Bischöfe von Großwardein
Die folgenden Personen waren bzw. sind Bischöfe bzw. Weihbischöfe der Rumänisch griechisch-katholischen Kirche von Oradea Mare (Großwardein) mit Sitz in Oradea (deutsch: Großwardein):
| Nr. | Bischof                | von  | bis  | Beschreibung | Darstellung | Wappen |
| --- | ---------------------- | ---- | ---- | --- | ----------- | ------ |
| 01  | Moise Dragoș           | 1777 | 1787 | * August 1726 in Torda, am 28. April 1751 zum Priester geweiht, am 23. Juni 1777 zum Bischof von Oradea (Großwardein) ernannt, zum Bischof geweiht am 16. April 1787 |             |        |
| 02  | Ignatie Darabant OSBM  | 1789 | 1805 | * Oktober 1738 in Vicea, im Juni 1765 zum Priester geweiht, am 30. März 1789 zum Bischof von Oradea ernannt, † 31. Oktober 1805 |             |        |
| 03  | Samuil Vulcan          | 1806 | 1839 | * Oktober 1760 in Blaj, (Rumänien), 1784 zum Priester geweiht, am 12. September 1806 zum Bischof von Oradea ernannt, am 23. März 1807 bestätigt, konsekriert am 7. Juni 1807, † 25. Dezember 1839 |             |        |
| 04  | Vasile Erdely          | 1842 | 1862 | * 1. August 1794 in Makó, am 12. November 1820 zum Priester geweiht, am 2. August 1842 zum Bischof von Oradea ernannt, konsekriert am 11. Juni 1843, † 27. März 1862 |             |        |
| 05  | Iosif Papp-Szilágyi    | 1862 | 1873 | * 10. April 1813 in Értarcsa, am 15. August 1836 zum Priester geweiht, am 4. Dezember 1862 zum Bischof von Oradea ernannt, am 16. März 1863 bestätigt, konsekriert am 30. Mai 1863, † 5. August 1873 |             |        |
| 06  | Ioan Olteanu           | 1873 | 1877 | * 14. Dezember 1839 in Sântesci, am 5. April 1863 zum Priester geweiht, am 29. November 1870 zum Bischof von Lugoj ernannt, konsekriert am 18. September 1870, am 16. Dezember 1873 zum Bischof von Oradea Mare ernannt, am 22. Dezember 1873 vom Papst bestätigt, Installation am 24. Januar 1874, † 29. November 1877                   |             |        |
| 07  | Mihail Pavel           | 1879 | 1902 | * 6. September 1827 in Lénárdfalva, am 21. März 1852 zum Priester geweiht, am 11. September 1872 zum Bischof von Lugoj gewählt, am 23. Dezember 1872 vom Papst bestätigt, konsekrier am 26. Januar 1873, am 29. Januar 1879 zum Bischof von Oradea Mare gewählt, bestätigt am 16. März 1863, Installation am 8. Juni 1879, † 1. Juni 1902 |             |        |
| 08  | Demetriu Radu          | 1903 | 1920 | * 26. Oktober 1861 in Tompaháza, am 26. Juli 1885 zum Priester geweiht, am 22. November 1896 zum Bischof von Lugoj gewählt, am 3. Dezember 1896 vom Papst bestätigt, konsekriert am 9. Mai 1897, am 25. Juni 1903 Bischof von Oradea Mare, Installation am 16. August 1903, † 9. Dezember 1920                                            |             |        |
| 09  | Valeriu Traian Frențiu | 1922 | 1952 | * 25. August 1875 in Reșița, am 28. September 1898 zum Priester geweiht, am 14. Dezember 1912 zum Bischof von Lugoj ernannt, zum Bischof geweiht am 14. Januar 1913, am 25. Februar 1922 zum Bischof von Oradea Mare ernannt, † 11. Juli 1952                                                                                             |             |        |
| 10  | Vasile Hossu           | 1990 | 1997 | * 17. Mai 1919 in Carei, am 4. Februar 1949 zum Priester geweiht, am 14. Mai 1990 zum Bischof von Oradea Mare ernannt, † 18. Juni 1997 |             |        |
| 11  | Virgil Bercea          | 1997 |      | * 9. Dezember 1957 in Hubic, am 9. Dezember 1982 zum Priester geweiht, am 20. Jul 1994 zum Weihbischof in Făgăraș und Alba Iulia und gleichzeitig zum Titularbischof von Pupiana ernannt, seit 8. Juni 1997 Bischof von Oradea Mare |             |        |

| Nr. | Weihbischof  | von  | bis  | Beschreibung | Darstellung | Wappen |
| --- | ------------ | ---- | ---- | --- | ----------- | ------ |
| 01  | Florian Stan | 1922 | 1924 | * 17. Mai 1857 in Jegariste, am 19. Dezember 1922 zum Weihbischof in Oradea Mare und gleichzeitig zum Titularbischof von Axiopolis ernannt und zum Bischof geweiht durch Valeriu Traian Frentiu, den Bischof von Oradea Mare, † 15. Mai 1924 |             |        |
| 03  | Ioan Suciu   | 1940 | 1942 | * 4. Dezember 1907 in Blaj, am 29. November 1931 zum Priester geweiht, am 25. Mai 1940 zum Weihbischof in Oradea Mare und gleichzeitig zum Titularbischof von Moglaena ernannt, zum Bischof geweiht am 22. Juli 1940 durch Valeriu Traian Frentiu, den Bischof von Oradea Mare, 1942 zum Apostolischen Administrator von Făgăraș und Alba Iulia ernannt, † 27. Juni 1953 |             |        |
| 03  | Iuliu Hirțea | 1949 | 1978 | * 13. April 1914 in Vintirea, am 25. März 1937 zum Priester geweiht, 1949 zum Weihbischof in Oradea Mare und gleichzeitig zum Titularbischof von Nebbi ernannt, zum Bischof geweiht am 28. Juli 1949, Administrator des Bistums von 1949 bis 1978, † 28. Juni 1978 |             |        |